# Edenhope

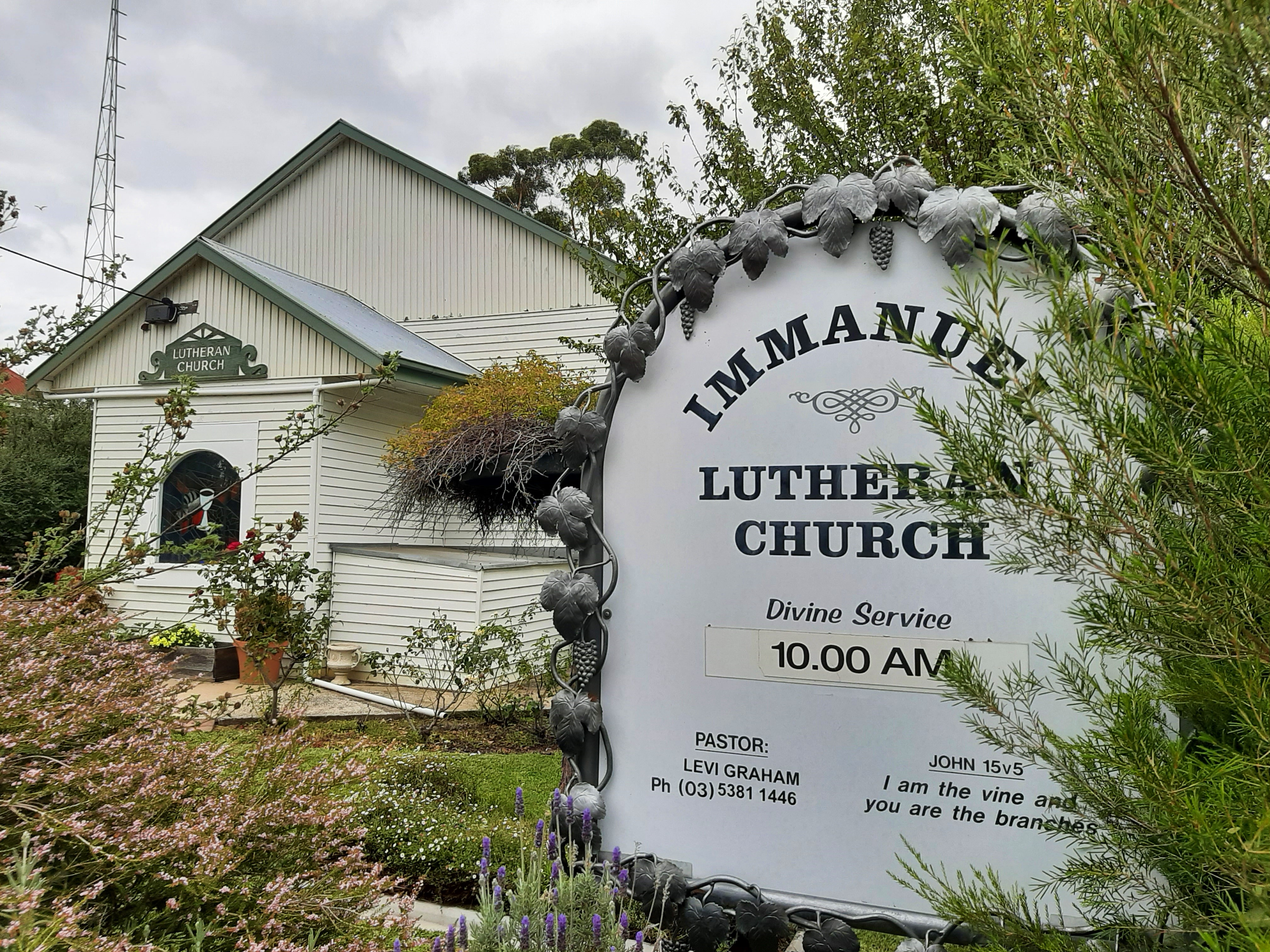
Metalowe winogrona na tabliczce luterańskiego kościoła w Edenhope

Edenhope – miasto w Australii, w stanie Wiktoria.